# Isactinernus quadrilobatus
Genre
Espèce
Isactinernus quadrilobatus, unique représentant du genre Isactinernus, est une espèce d'anémones de mer de la famille des Actinernidae.

## Systématique
Le nom valide complet (avec auteur) de ce taxon est Isactinernus quadrilobatus Carlgren, 1918.
Isactinernus quadrilobatus a pour synonyme :
- Isactinernus 4-lobatus Carlgren, 1918

## Publication originale
- (de) Carlgren, O. (1918). Die Mesenterienanordnung der Halcuriiden. Kungliga Fysiografiska Sällskapets Handlingar, 29, N.F., (29): 1-37